# Liste der Museen im Kreis Unna
Die Liste der Museen im Kreis Unna beinhaltet Museen, die unter anderem Kunst und Kultur vorstellen.

## Liste der Museen
| Bezeichnung                           | Ort              | Bemerkungen | Bild                                                        |
| ------------------------------------- | ---------------- | --- | ----------------------------------------------------------- |
| Städtische Galerie Sohle 1            | Bergkamen        | Kommunale Kunstgalerie. Zusätzlich zu den Ausstellungen informiert eine Druckwerkstatt über verschiedene Drucktechniken. |                                                             |
| Stadtmuseum                           | Bergkamen        | |                                                             |
| Alte Mühle                            | Bönen            | Ausstellungsgebäude |                                                             |
| Heimatmuseum                          | Fröndenberg/Ruhr | |                                                             |
| Kettenschmiedemuseum                  | Fröndenberg/Ruhr | In einem Gebäude der ehemaligen Papierfabrik.                                                                            |                                                             |
| Haus Opherdicke                       | Holzwickede      | |                                                             |
| Kostede Museum für Überlebenskunst    | Kamen            | |                                                             |
| Kunstverein Unna                      | Unna             | Erdgeschoss einer ehemaligen Mühle                                                                                       |                                                             |
| Rathaus-Galerie                       | Kamen            | |                                                             |
| Haus der Stadtgeschichte              | Kamen            | |                                                             |
| Bergarbeiter-Wohnmuseum               | Lünen            | |                                                             |
| Bergmannsmuseum                       | Lünen            | |                                                             |
| Museum der Stadt Lünen                | Lünen            | |                                                             |
| Ruhrtalmuseum                         | Schwerte         | Heimatmuseum der Stadt.                                                                                                  |                                                             |
| Kloster Cappenberg                    | Selm             | |                                                             |
| Hellwegmuseum                         | Unna             | Stadtmuseum und wechselnde Ausstellungen.                                                                                |                                                             |
| Ernst-Oldenburg-Haus                  | Unna             | |                                                             |
| Stollenmuseum Fröhliche Morgensonne   | Unna             | | Kleinstes privates Stollenmuseum der Welt in Stockum (Unna) |
| Zentrum für Internationale Lichtkunst | Unna             | Im Gebäude der ehemaligen Lindenbrauerei                                                                                 |                                                             |
| Karl-Pollender-Stadtmuseum            | Werne            | |                                                             |